# Empoasca riessae
Empoasca riessae är en insektsart som beskrevs av González 1955. Empoasca riessae ingår i släktet Empoasca och familjen dvärgstritar. Inga underarter finns listade i Catalogue of Life.